# Eberhard Göschel

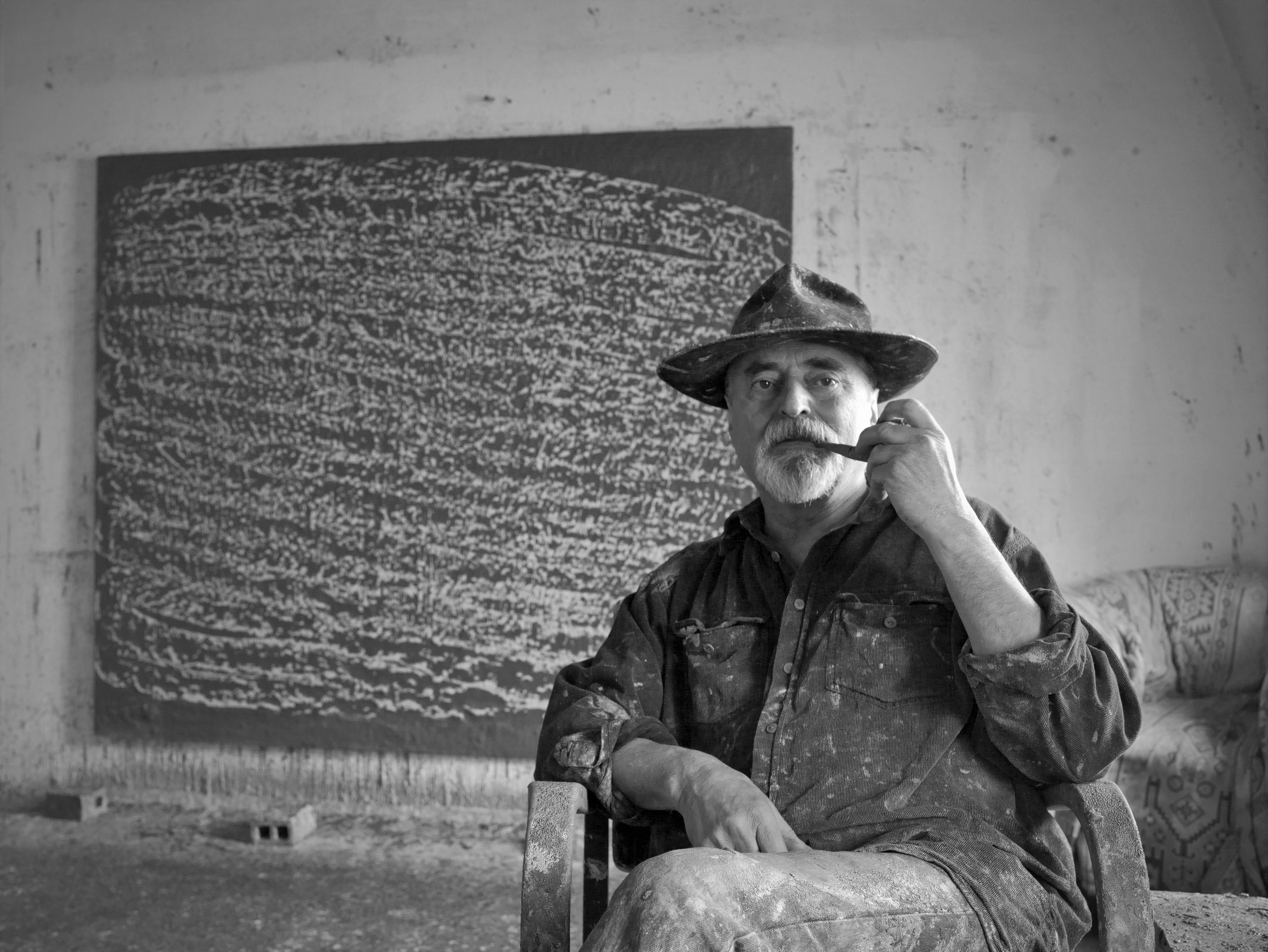
Eberhard Göschel im Atelier, Fotografie von Lothar Sprenger, 2008

Eberhard Göschel (* 28. März 1943 in Bubenreuth; † 28. Dezember 2022 in Dresden) war ein deutscher Maler, Grafiker, Plastiker und Aktionskünstler. Er studierte an der Hochschule für Bildende Künste Dresden und war ab 1969 freiberuflich tätig. Er schuf überwiegend abstrakte Kunst und verweigerte sich konsequent der in der DDR propagierten Kunst des sozialistischen Realismus. Im Jahr 1978 gehörte er zu den Gründern der freien Druckwerkstatt Obergrabenpresse.

## Leben und Wirken

### Jugend und Studium

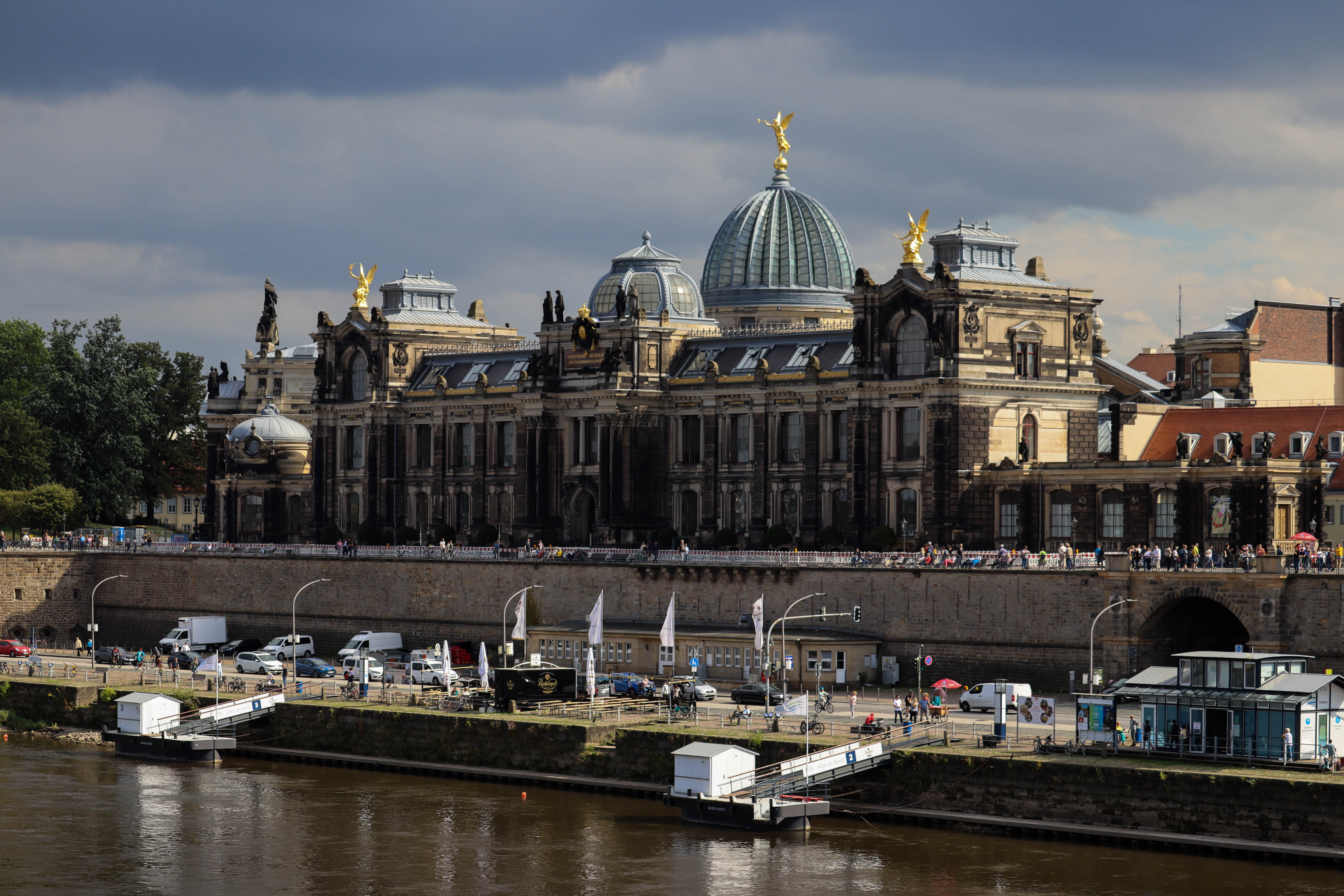
Hochschule für Bildende Künste, Dresden

Göschel wurde 1943 im bayerischen Bubenreuth geboren, doch zog die Familie – Göschel hatte zwei ältere Geschwister – im selben Jahr nach Königstein in der Sächsischen Schweiz. Der Vater, der als Porzellanmaler tätig war, diente im Zweiten Weltkrieg und galt ab 1943 als vermisst. Göschels Mutter betrieb in Königstein einen Kurzwarenladen. Göschel legte 1961 sein Abitur ab und absolvierte eine Gebrauchswerberlehre in Pirna. Den Mauerbau erlebte er von Westberlin aus, wo sein Bruder, der spätere Künstler und Architekt Wolfgang Göschel (* 1940), studierte.
Göschel besuchte von 1962 bis 1963 Abendschulkurse bei Gerhard David an der Kunsthochschule Dresden. Seine Delegierung wurde zurückgezogen, als er sich gegen die in der DDR eingeführte Wehrpflicht aussprach. Er hatte jedoch die Aufnahmeprüfung an der Hochschule für Bildende Künste Dresden bereits bestanden und konnte so ab 1964 Malerei studieren. Zu seinen Lehrern gehörte Herbert Kunze, in seinen beiden Abschlussjahren wählte Göschel Rudolf Bergander als betreuenden Professor.
Im Jahr 1965 zog Göschel nach Dresden um. Wohnräume und Atelier befanden sich zunächst im Hinterhaus auf der Gostritzer Straße 92, das bereits zuvor von einer Künstlerin bewohnt worden war. Göschel erwarb zudem 1968 ein Bauernhaus in Fürstenau, wo er ein Maleratelier einrichtete, das er bis zu seinem Tod nutzte. Günter Grass nahm auf seinen Aufenthalt in Göschels Fürstenauer Atelier 1987 in seinem Werk Totes Holz Bezug. Göschel beendete sein Studium 1969 mit dem Diplom als Maler/Grafiker und begann, als Künstler freiberuflich tätig zu sein. Er studierte von 1977 bis 1980 als Meisterschüler bei Theo Balden an der Akademie der Künste der DDR. Sein Atelier befand sich 1977 am Pariser Platz unweit der Berliner Mauer.

### Künstlerischer Werdegang bis 1989

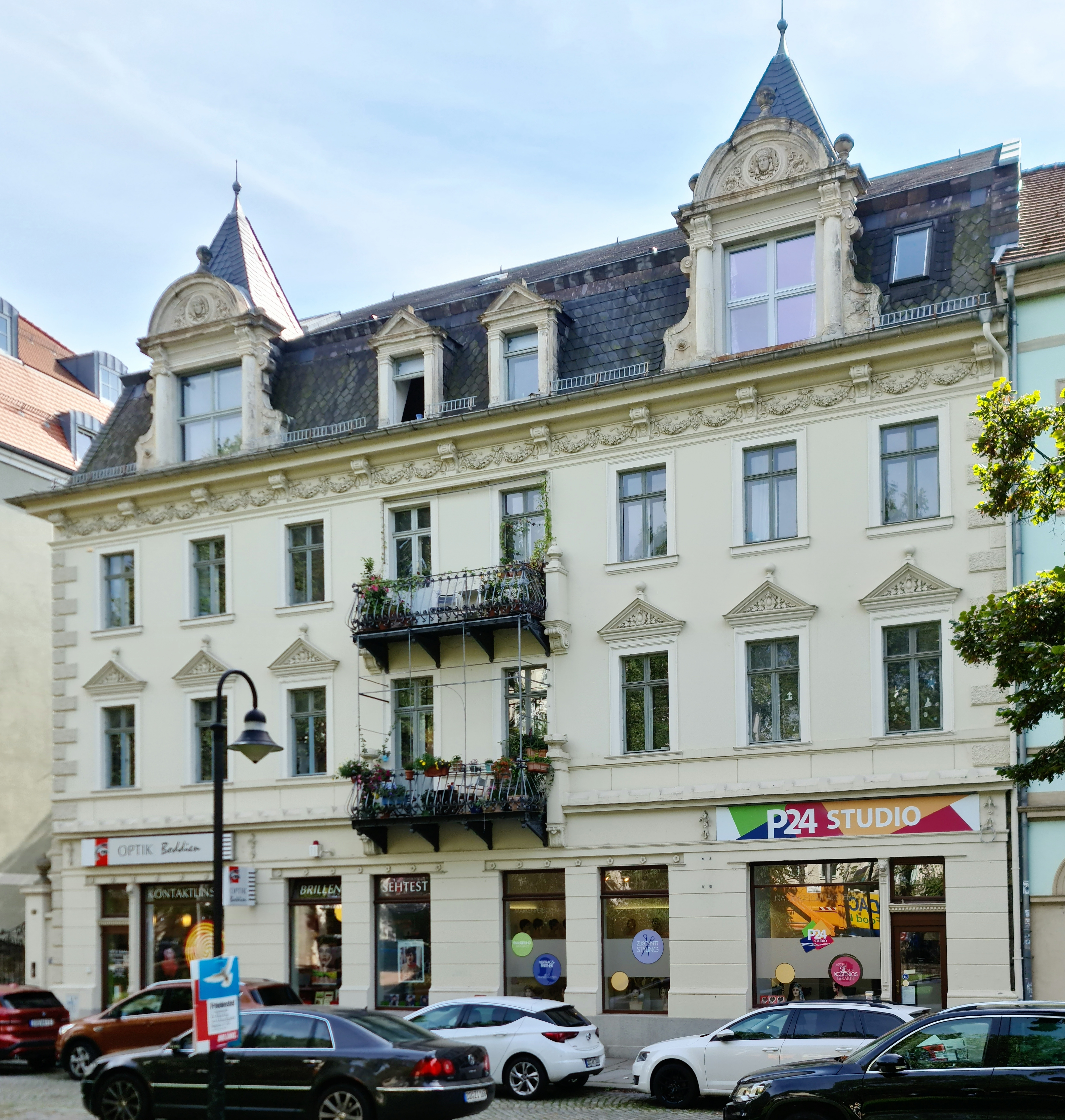
Bautzner Straße 10, Oberlichtatelier Eberhard Göschels von 1978 bis ca. 2008

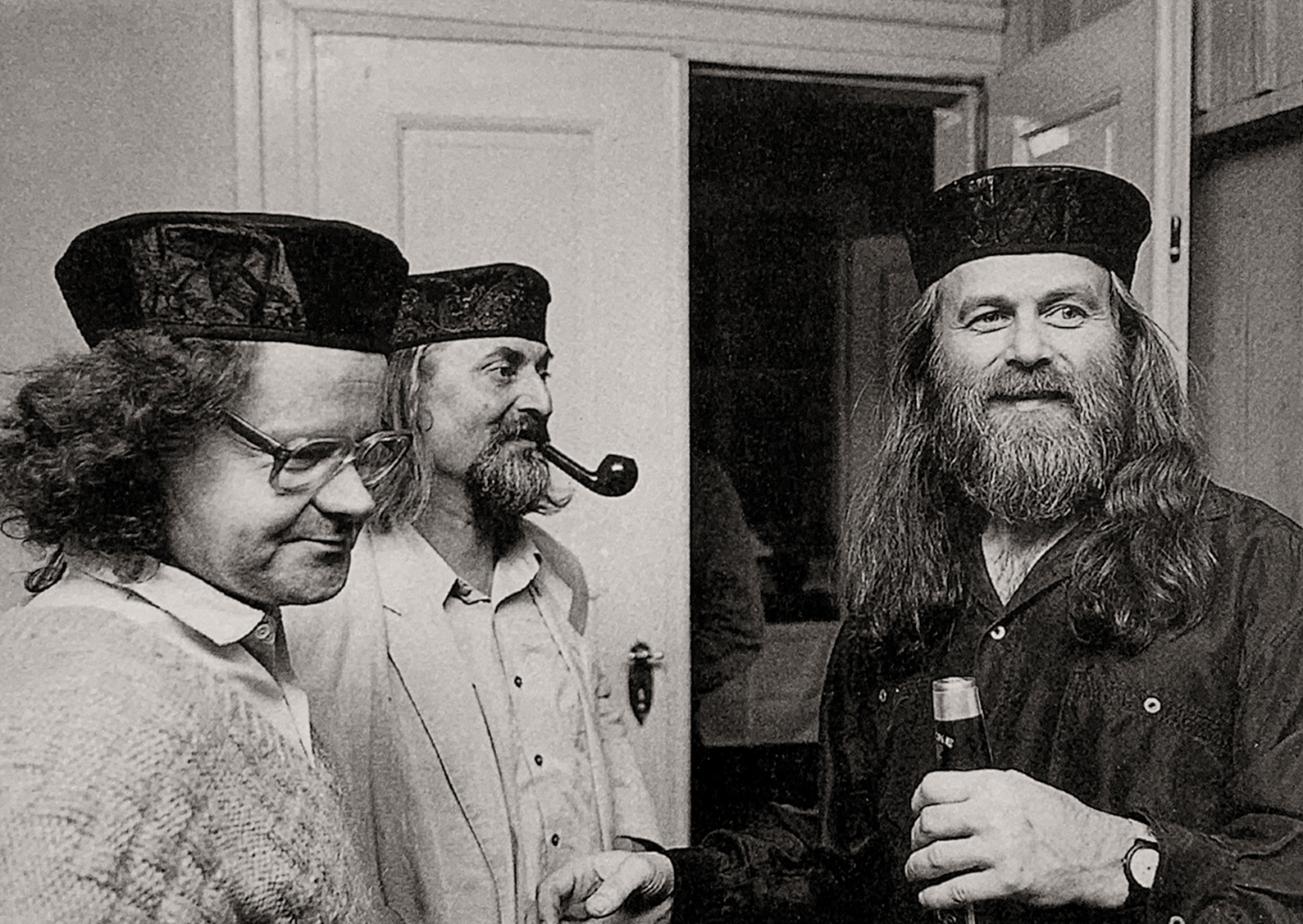
Jochen Lorenz, Eberhard Göschel und Bernhard Theilmann (v. l. n. r.) 1993

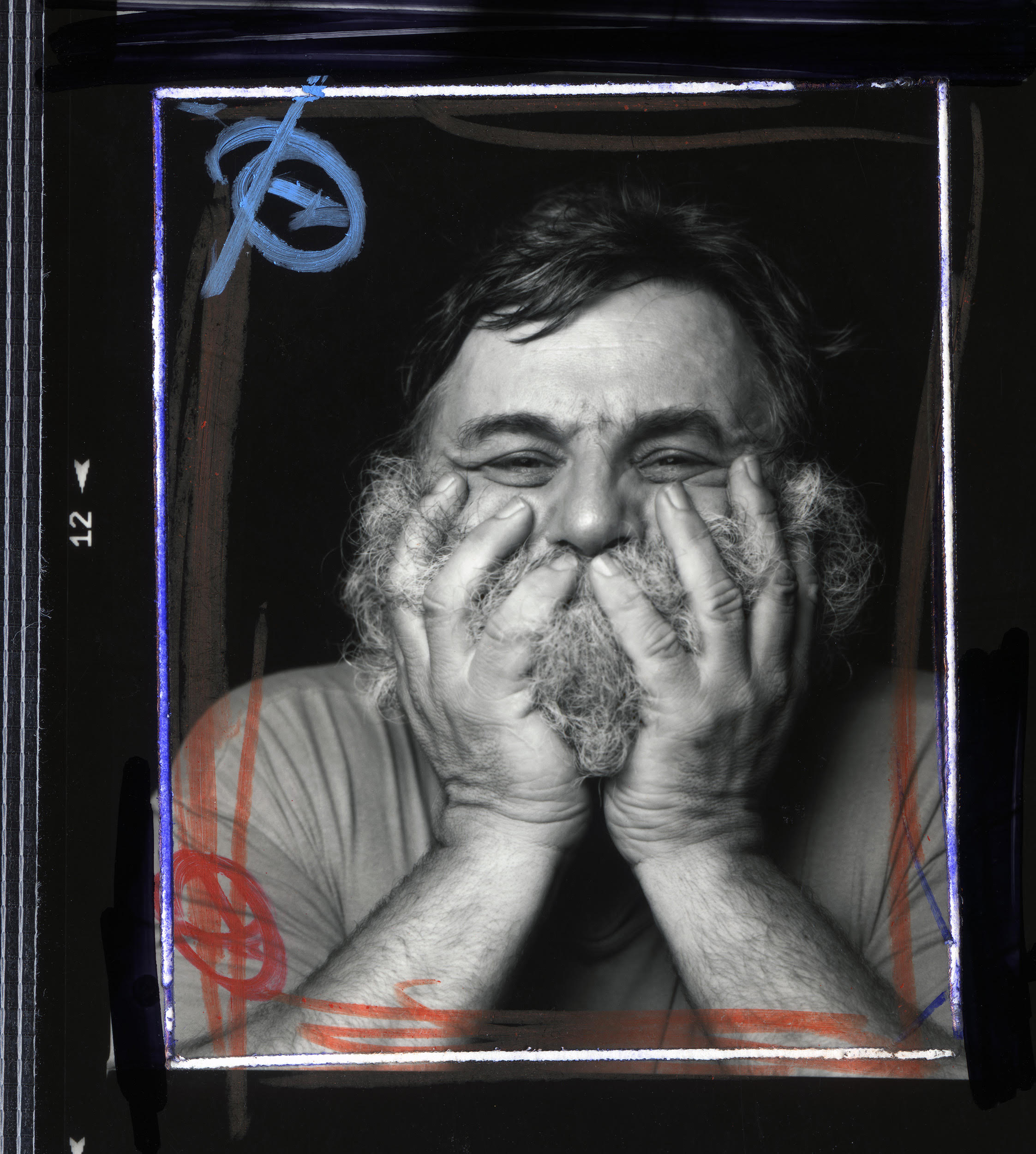
A. R. Penck, Mitbegründer der Obergrabenpresse

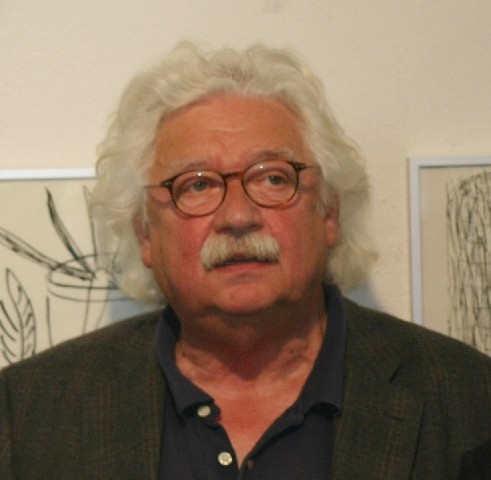
Peter Herrmann 2012

Noch während des Studiums wurde Göschel 1968 Teil des Künstlerkreises um A. R. Penck, zu dem unter anderem Peter Herrmann, Peter Graf und Jürgen Böttcher („Strawalde“) gehörten, die „unter Kunstfunktionären als Sonntagsmaler mit einem Hang ins Asoziale [galten], Autodidakten und Antiakademiker“. Mit Lyriker und Verleger Bernhard Theilmann war Göschel zudem seit Kindheitstagen befreundet, da beide in unmittelbarer Nachbarschaft zueinander aufwuchsen. Ab 1968 wurde Göschel vom Ministerium für Staatssicherheit (MfS) „intensiv observiert“, so eröffnete das MfS 1969 gegen Graf, A. R. Penck, Herrmann, Böttcher und Göschel, die sich regelmäßig in Göschels Atelier auf der Gostritzer Straße trafen, den Operativen Vorgang Atelier. Ein Grund war unter anderem die „Verherrlichung der westlichen Dekadenz“ und das Ziel „die Einflußsphäre dieser Gruppierung unter Kontrolle zu bringen und Maßnahmen zu deren Liquidierung einzuleiten“. Göschel war in der Folgezeit immer wieder Repressionen ausgesetzt.
Göschel, dessen Frau und Kinder 1972 auf die Gostritzer Straße 92 nachgezogen waren, bezog 1973 mit seiner vierköpfigen Familie eine Wohnung samt Atelier auf dem Obergraben 2 in der Dresdner Inneren Neustadt. Sein Haus auf der Gostritzer Straße diente zunächst 1976 dem aus der Haft entlassenen Schriftsteller Siegmar Faust, bis 1980 A. R. Penck sowie von 1980 bis 1984 Künstler Reinhard Sandner (* 1951) als Unterkunft. Göschels Ateliers befanden sich in den Folgejahren unter anderem im Haus Obergraben 9 sowie auf der Bautzner Straße 10 in Dresden (Oberlichtatelier, 1978 bis ca. 2008). Von staatlicher Seite sollte die Zuweisung von Atelierräumen dabei im Einklang mit dem Operativen Vorgang KII 84/76 erfolgen, der die „Verhinderung der Vergabe von besonders günstig gelegenen Ateliers an Göschel […] im Zentrum der Dresdner Neustadt“ zum Ziel hatte.
Göschels Werke waren gemeinsam mit Exponaten von Peter Graf und Peter Herrmann erstmals 1973 im Rahmen einer Ausstellung in der Kleinen Galerie Pankow zu sehen. Seine erste Personalausstellung erfolgte 1975 im Dresdner Leonhardi-Museum. Große Ausstellungen Göschels gab es in der DDR jedoch nie: Seine abstrakten Werke entsprachen nicht dem „Denksystem des sozialistischen Realismus“, konnten jedoch als „gegenstandsloses Bild“ auch nicht bewertet werden, „und so blieben dem Künstler zwar die großen Ausstellungssäle verschlossen, im kleinen konnte er sich hingegen relativ frei entfalten“. Von 1975 bis 1982 gehörte Göschel mit Peter Herrmann, Thea Richter und Klaus Dennhardt zur Arbeitsgruppe Ausstellungen des Leonhardi-Museums, die er von 1976 bis 1979 auch leitete. Gezeigt wurden unter anderem abstrakte Werke von Herbert Kunze, Claus Weidensdorfer, Jürgen Böttcher, Peter Makolies sowie im Rahmen der Ausstellung Gemeinschaftsbilder 1980 anonym auch zwei Werke von A. R. Penck. Eine kurz zuvor geplante Ausstellung, die Werke von A. R. Penck zeigen sollte (Dezennien II), wurde verboten und das Leonhardi-Museum von 1982 bis 1986 schließlich von staatlicher Seite wegen vorgeblicher Renovierungsarbeiten geschlossen. Göschel habe den Ruf des Leonhardi-Museums „als Ort für innovative streitbare neue Kunst […] seit 1974 entscheidend mit begründet“, urteilte die Kritik rückblickend. Er fungierte zudem als Gründungsmitglied der Galeriebeiräte der neuen Dresdner Galerie Nord (1974) und Galerie Mitte (1979).
Bereits 1978 hatte Göschel mit Herrmann, Lorenz, Theilmann und A. R. Penck die Grafikwerkstatt Obergrabenpresse gegründet, die bis 2008 existierte und zahlreiche Grafikmappen veröffentlichte. Göschel, auf dessen Idee die Gründung der Obergrabenpresse zurückging, steuerte zu verschiedenen Mappen Aquatinta-Radierungen bei (u. a. grafiklyrik 1 1978, Rost und Rouge 1989, Partitur 1993). Ab 1984 wurden die Räume der Obergrabenpresse im Zuge der Operativen Maßnahme Schreckenstein durch die Staatssicherheit überwacht. Grund war unter anderem der Druck der Anthologie gedichte, die 1982 erschien und 1984 vom in den Westen geflohenen Siegmar Faust als erstes illegales Werk (Samisdat) der DDR rezensiert wurde; Faust stellte die Mitglieder der Obergrabenpresse zudem als „Menschen, die die Verfassungsgrundsätze [der DDR] in Frage stellen“, dar. Die Zielstellung des Operativplans Schreckenstein war die „Zerstörung der Vorbilder Göschel, Theilmann und Wüstefeld für den oppositionellen/negativen Nachwuchs aus den Bereichen Bildende Kunst und Schreibende“. Schreckenstein wurde am 14. Mai 1984 umgesetzt, wobei Göschel, Lorenz, Wüstefeld und Theilmann im Volkspolizeikreisamt auf der Schießgasse verhört wurden. Ihre „Zuführung“ erfolgte laut Plan dabei „von den Wohnorten bzw. Arbeitsstellen aus“ mit dem Ziel, die einzelnen Mitglieder an ihren Arbeitsstellen zu isolieren. Ein Ermittlungsverfahren wegen „staatsfeindlicher Hetze“ wurde jedoch nach kurzer Zeit eingestellt. In der Folgezeit kam es zu weiteren staatlichen Behinderungsversuchen: Unter den veröffentlichten Radierungen der Mappe Ritze aus dem Jahr 1983 befand sich auch ein Werk von A. R. Penck, was – neben einem gedruckten Impressum, für das keine Druckerlaubnis vorlag, – zu einem erneuten Vorgang beim Rat des Bezirkes führte. Göschel wurde dabei letztmals angewiesen, sich an staatliche Auflagen zu halten. Ab 1988 versuchte das MfS, Göschel als Inoffiziellen Mitarbeiter darzustellen, um die Künstlergruppe zu stören, was jedoch am engen Zusammenhalt der Gruppe und der damit einhergehenden Vertrauensbasis scheiterte. Schon 1985 hatte es den Befehl gegeben, „den Göschel zielgerichtet operativ zu bearbeiten“; im Oktober 1985 war zudem angewiesen worden, „auf örtlicher Ebene gezielte politische Maßnahmen zur Verunsicherung und Zersetzung des Personenkreises um Göschel einzuleiten.“ Mehrere Personen im Umkreis Göschels, so Sascha Anderson und Gerhard Kettner, arbeiteten mit dem MfS zusammen und berichteten über ihn.
Nach Studienreisen unter anderem nach Warschau (drei Monate, 1976) und Georgien (mit Lutz Friedel und Sigrid Noack, 1980) wurde Göschel 1985 eine Studienreise nach Italien genehmigt. Vorangegangen war eine Konfrontation Göschels mit dem Präsidenten des Verbandes Bildender Künstler der DDR Willi Sitte: Sitte hatte aktiv eine Auftragsvergabe der Dresdner Bank für ein Relief in der Filiale Fürth an Göschel verhindert und den Auftrag schriftlich als „Affront gegen die sozialistische Kultur- und Kunstpolitik der DDR“ bezeichnet. Es sei ihm „nur sehr schwer verständlich […], warum Sie den geplanten Auftrag gerade Eberhard Göschel übertragen wollen[, der] sich selbst bewusst an eine Peripherie unseres künstlerischen Geschehens begeben [hat]. Seine künstlerischen Auffassungen orientieren sich auf bestimmte stilistische Richtungen auf dem kapitalistischen Kunstmarkt.“ Göschel erhielt eine Kopie des Briefes und wandte sich ebenfalls schriftlich an Sitte: „Wie kommen Sie dazu, mich als Bürger der DDR gegenüber einem BRD-Bürger in so unglaublicher Weise herabzuwürdigen? […] Sie unterstellen mir Orientierung am kapitalistischen Kunstmarkt. Gelegenheit, mich zu orientieren oder gar zu etablieren, hatte ich, ganz im Gegenteil zu Ihnen, bisher nicht.“ Die Zeitschrift Der Spiegel konstatierte 1994 rückblickend: „Der Krach, den Göschel […] schlug, war den Funktionären offenbar so peinlich, daß sie den Störenfried auf zehn Tage in den Süden entließen.“ Jährliche Anträge Göschels für eine Studienreise nach Italien waren zuvor von 1976 bis 1982 regelmäßig abgelehnt worden. Im Rahmen der Diskussion um die abgesagte Werkschau im Germanischen Nationalmuseum Nürnberg anlässlich Sittes 80. Geburtstag im Jahr 2001 wurde Göschel in einer Reihe mit Wolf Biermann, Bärbel Bohley und A. R. Penck als Beispiel für Personen genannt, „die durch das Einwirken des DDR-Kunstverbandschefs [Sitte] Schaden erlitten hatten.“ Während Göschels Italienaufenthalts wurde durch das MfS in seinem Haus in Fürstenau im November 1985 eine sogenannte „Operative Kombination“ durchgeführt. Dabei wurde das Atelier in Fürstenau verwüstet, wobei auch Werke von Göschel und A. R. Penck zu Schaden kamen. Eine von Göschel geschaffene Holzskulptur wurde mit einem Strick um den Hals am Treppenaufgang zum Obergeschoss aufgeknüpft. Während Göschels Tochter in Fürstenau den Schaden begutachtete, wurde Göschels Atelier in Dresden durch das MfS durchsucht. Göschel zog seine anschließende Anzeige „wegen feststehender Erfolglosigkeit“ zurück. Auch in der Folge wurde Göschel durch die Staatssicherheit intensiv überwacht, so sollten Beweise für „landesverräterische Aktivitäten des Göschel“ gefunden werden.

### Wirken seit 1989

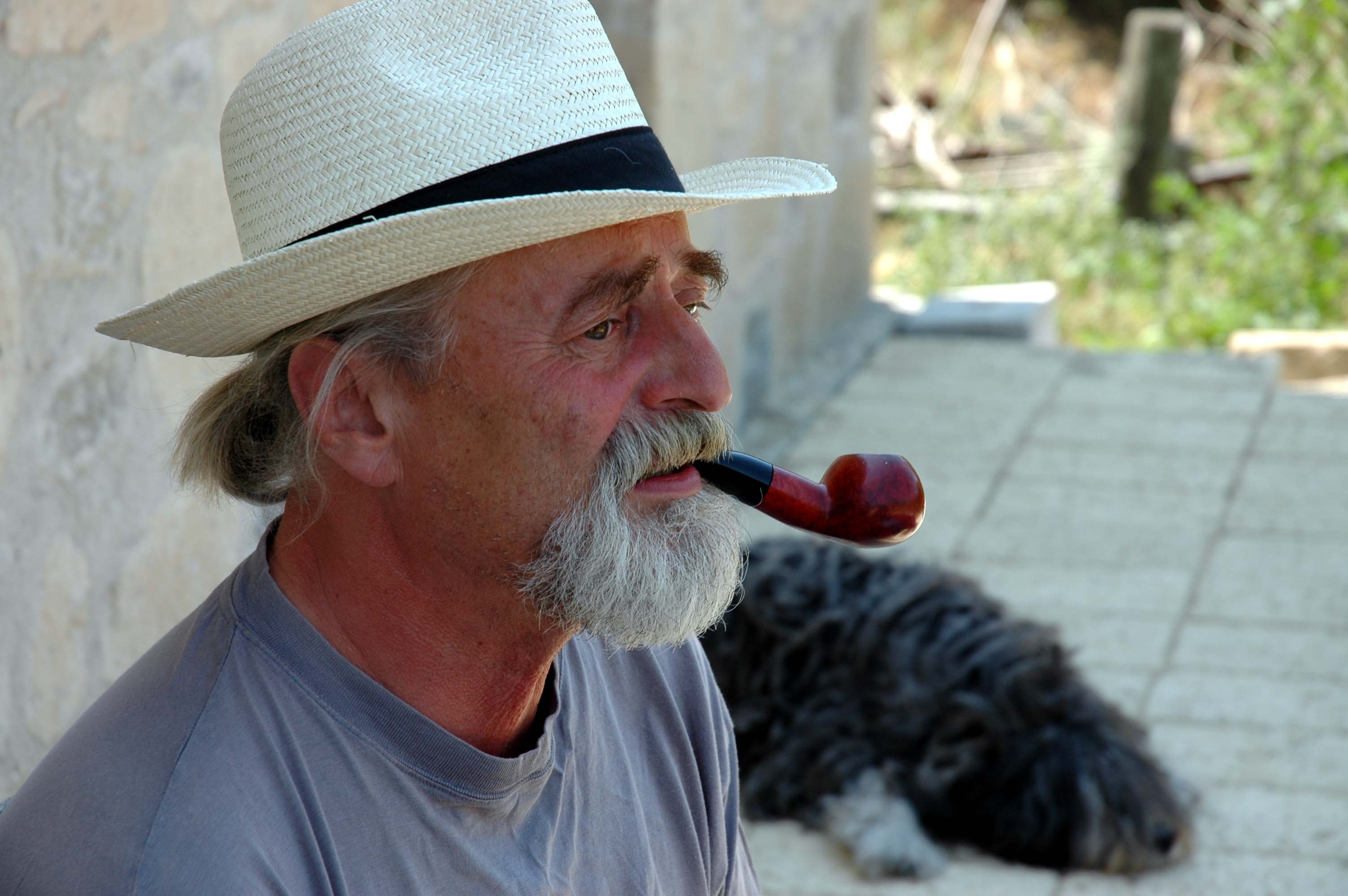
Eberhard Göschel, 2005

Göschel zog mit seiner Familie 1989 in ein Haus in Dresden-Trachau, die sogenannte Hensels Villa, um. Nach den Mauerfall unternahm er Studienreisen, unter anderem 1992 in die Bretagne sowie im selben Jahr mit Max Uhlig, Michael Freudenberg und der Grafikerin Sonja Zimmermann als Gäste des Goethe-Instituts nach Indien, 1993 nach Umbrien, wo er die Gouachemalerei wieder für sich entdeckte, 1995 nach Alicudi und 2001 in die Toskana.
Die deutsche Wiedervereinigung sorgte zunächst für eine (Wieder-)Entdeckung der Kunst Eberhard Göschels. Nach eigener Aussage konnte er innerhalb kürzester Zeit seinen Bilderbestand an Sammler verkaufen („Nach der Wende habe ich meine ganzen Bilder verkauft. Die Galerie war leer!“) Zudem fanden deutschlandweit zahlreiche Einzelausstellungen Göschels sowie Gruppenausstellungen mit Beteiligung seiner Bilder statt. Auch die Ausstellung in großen Museen war erst nach der Wiedervereinigung möglich. Die Staatlichen Kunstsammlungen Dresden würdigten sein Lebenswerk 1994 mit der Einzelausstellung Gemälde, Gouachen, Terrakotten in der Gemäldegalerie Neue Meister. Dabei wurden über 30 Gemälde, 30 Gouachen und 10 Skulpturen gezeigt. „Den Namen, der ihm gebührt, hat er sich öffentlich erst nach der Wende machen können“, resümierte die Presse 2004. Dennoch war eine Würdigung seines Schaffens im Kontext der Entstehungszeit nicht permanent. Bei der neuen Hängung von Kunst der DDR in der Neuen Nationalgalerie Berlin 1994 fehlten Göschels Werke. Dies wurde kritisch wahrgenommen. Kuratorin Gabriele Muschter schrieb 1994 unter der Überschrift Wem die Galle überläuft im Tagesspiegel, dass „[v]on anderen Künstlern der DDR-Zeit, deren Entwicklung hart am Staat vorbei geschah und deren Arbeiten längst im internationalen Kontext gesehen werden (um nur einige zu nennen: Michael Morgner, der frühe Strawalde, Eberhard Göschel, Hermann Glöckner), nichts zu finden [ist].“ Göschels Würdigung erfolgte jedoch im Kontext von Ausstellungen unangepasster Künstler der DDR-Zeit, so in der Ausstellung Souveräne Wege, die 1998 und 1999 unter anderem in Jena und Darmstadt zu sehen war. Hier wurde er als einer der Künstler, „die sich zu DDR-Zeiten dem Gebot des ‚sozialistischen Realismus‘ verweigerten“ vorgestellt. Er sei einer der „bedeutende[n] Einzelgänger, die nicht nur selbstbewußt die staatlich verordnete Kunstdoktrin zu umgehen wußten. Vielmehr trugen sie entscheidend dazu bei, daß trotz des ‚von oben‘ verordneten sozialistischen Realismus in der DDR auch andere Formen überleben konnten. Mehr noch: Sie gehören zu jenen Künstlerpersönlichkeiten, die aus der gesamtdeutschen Kunstentwicklung nach dem Zweiten Weltkrieg nicht wegzudenken sind.“ Die Ausstellung zeigte neben Werken Göschels auch Arbeiten von Hermann Glöckner, Gerhard Altenbourg, Michael Morgner, Carlfriedrich Claus und Max Uhlig.
Anfang 1998 war Göschel einer von 60 Künstlern, Schriftsteller, Kunsthistorikern und Ausstellungsmachern, die sich in einem offenen Brief gegen eine Beteiligung des Künstlers Bernhard Heisig an der künstlerischen Ausgestaltung des Berliner Reichstagsgebäudes aussprachen. Zu den weiteren Unterzeichnern gehörten unter anderem Max Uhlig, Hans Scheuerecker, Ralph Giordano, Jürgen Fuchs, Jan Faktor, Freya Klier, Angelika Barbe und Katja Havemann. Kritisiert wurde innerhalb der Debatte nicht nur Heisigs NS-Vergangenheit. Auch die Fortschreibung der „Kontinuität der großen DDR-Kunstausstellungen und der großen Schaufassaden […], auf denen die Bilder von Sitte, Heisig, Tübke, Mattheuer oder Womacka hingen“ wurde kritisiert. Es werde nicht versucht, „auf dieser Ebene die Akzente zu verschieben, denn damals hingen auf den DDR-Kunstausstellungen auch hervorragende Bilder von Max Uhlig oder Eberhard Göschel, von Lutz Dammbeck oder Hans-Hendrik Grimmling“, so Kunstkritiker und Kurator Christoph Tannert in einem Interview. Unter der Kunst, die für den neuen Bundestag im Berliner Reichstagsgebäude durch die Bundesbaugesellschaft Berlin erworben wurden, befanden sich im Dezember 1998 drei Gouachen von Göschel.
Nachdem die Obergrabenpresse 1997 letztmals umgezogen und neue Räume im Gebäude Eisenbahnstraße 2 bezogen hatte, wurde im Folgejahr das 20. Gründungsjubiläum gefeiert. Das Kupferstichkabinett Dresden ehrte die Obergrabenpresse 1999 mit der Jubiläumsausstellung Unter Druck – 20 Jahre Obergrabenpresse Dresden, die bis 2000 auch in Berlin und Albstadt zu sehen war. Im Nachgang zu Göschels 60. Geburtstag widmete die Berliner Galerie Barthel + Tetzner ihm 2003 die Einzelausstellung Gouachen, Bilder, Terrakotten, die Göschels Werke aus den 1980er-Jahren bis in die Gegenwart zeigte. Zum 70. Geburtstag Göschels zeigte das Leonhardi-Museum die Personalausstellung Neue Bilder. Im Jahr 2015 wurde das sanierte Schloss Kummerow mit einer Werkschau Göschels unter dem Titel Malerei, Graphik, Plastik als Ausstellungsgebäude wiedereröffnet. Es handelte sich bei der Ausstellung, die rund 100 Werke Göschels zeigte, um ein Gemeinschaftsprojekt mit dem Dresdner Leonhardi-Museum. Auf der Jubiläumsausstellung anlässlich 20 Jahre Sächsische Akademie der Künste in der Städtischen Galerie Dresden war Göschel 2016 mit dem Werk Fürstenauer Triptychon aus dem Jahr 2015 vertreten. Göschels Gemälde Binge ist seit 2017 Teil der Dauerausstellung Wege der Moderne. Kunst in Deutschland im 20. Jahrhundert des Kunstmuseums Moritzburg. Im Rahmen der Ausstellungsreihe Focus Albertinum zum Thema Ostdeutsche Malerei und Skulptur 1949–1990, die von Juni 2018 bis Januar 2019 im Dresdner Albertinum gezeigt wurde, waren auch Werke Göschels zu sehen. Die Ausstellung war eine Reaktion auf den sogenannten „Dresdner Bilderstreit“, der sich im Zuge von Kritik am Verschwinden von Kunst der DDR in den Staatlichen Kunstsammlungen Dresden entwickelt hatte.
In einem Artikel anlässlich seines 75. Geburtstags sagte Göschel, dass er keine neuen Werke im Bereich Plastik und Druckgrafik mehr schaffen werde. Er zog zudem 2019 ein eher pessimistisches Fazit der Zeit nach der Wiedervereinigung Deutschlands, so sei es „ein großer Irrtum gewesen, zu glauben, unter neuen politischen Vorzeichen könne ein Künstler wie er endlich durchstarten. Die neuen Museumschefs aus dem Westen ‚interessieren sich für uns gar nicht, sie holten die Westkünstler rein und sind denen in den Arsch gekrochen‘, sagt Göschel. Seine Strategie damals wie heute: Er hält sich vom Hals, was ihn unglücklich machen könnte, läuft den Ausstellungsmachern nicht hinterher, nimmt keine Aufträge an und sagt: ‚Wunderbar, dass ich machen kann, was ich will‘.“
Während der Covid-19-Pandemie war Göschels Kunst unter anderem ab Oktober 2020 im Rahmen der Ausstellung Lockdown in der Sächsischen Akademie der Künste zu sehen. Im März 2021 zeigte die Galerie Ursula Walter in Dresden unter dem Titel Royal grey Werke von Göschel, Christiane Baumgartner und Jennifer König. Göschel präsentierte dabei großformatige Grafit-Frottagen (Papier, Leinwand) aus dem Jahr 2003, die durch das Abreiben von mit Materialresten versehenen Fußböden und Wänden seines langjährigen Ateliers auf der Bautzner Straße entstanden. Die Galerie Hieronymus widmete Göschel anlässlich seines 80. Geburtstages eine Gedenkausstellung; zu sehen waren neben Werken Göschels auch Fotografien Lothar Sprengers aus seiner Kunstkassette Göschels Farben. Die Rede zur Ausstellungseröffnung hielt Matthias Flügge.
Eberhard Göschel war Mitglied des Verbandes Bildender Künstler der DDR und ab 1992 Mitglied im Deutschen Künstlerbund. Er war ab 1996 Mitglied der Sächsischen Akademie der Künste und war von 1996 bis 1998 auch Sekretär der Klasse Bildende Kunst.

### Privates
Der passionierte Pfeifenraucher Göschel lebte und arbeitete in Dresden und Fürstenau. Er war seit 1964 verheiratet; seine Frau verstarb 1984. Der Ehe entstammen die Künstlerin Nadja Göschel (* 1965) und der Lichtinstallationskünstler Paul Göschel (* 1971). Er war in zweiter Ehe mit der Grafikerin, Malerin und ehemaligen Tänzerin Sonja Zimmermann verheiratet. Er starb am 28. Dezember 2022 nach schwerer Krankheit im Alter von 79 Jahren und wurde auf dem Dresdner Markusfriedhof beigesetzt.

### Malerei und Grafik
Göschel widmete sich seit der Studienzeit überwiegend der Malerei und der Grafik. Dabei setzte er immer neue Techniken um und suchte nach neuen Wegen der Umsetzung. Er nahm keine Auftragsarbeiten an, so sei das „Großartigste für einen Maler […], sein eigenes Zeug zu machen. Ob es geschätzt wird oder nicht. Ich male keine Auftragssachen.“
Die malerische Entwicklung Göschels führte vom Gegenständlichen der frühen Jahre weg zu einer abstrahierenden Bildsprache. Waren frühe Werke aus den 1960er- und frühen 1970er-Jahren noch gegenständlich, so beispielsweise das Stilleben Fürstenau (1969) oder das Werk Figuren am Strand (1974), löste sich Göschel ab Ende der 1970er-Jahre vom Gegenständlichen und erreichte eine „vollkommene Hinwendung zur Abstraktion“ spätestens nach seiner Italienreise 1985. Die DDR-Presse merkte dies ebenfalls an, so schrieb die Zeitung Freiheit 1988, das „Grenzsituationen […] erreicht [werden], wenn Eberhard Göschel den malerischen Gestus bis zur Auflösung des klar Gegenständlichen treibt“. Die abstrakten Arbeiten Göschels galten zu DDR-Zeiten nicht als „staatskonforme Kunst“, so formulierte Willi Sitte 1984, dass Göschel „sich selbst bewußt an eine Peripherie unseres künstlerischen Geschehens begeben“ habe. „Fern der Beziehungen zum künstlerisch schon Vorhandenen bleibt die besondere Leistung Eberhard Göschels, in schwierigen Umständen unabhängig und unbeirrt gearbeitet zu haben“, so die Kritik rückblickend;
Aus Göschels Hand stammen Zeichnungen, Radierungen, Gouachen, (Kohle-)Frottagen und Ölbilder. Göschel arbeitet in seinen Ölgemälden häufig im Großformat, so waren Werke im Jahr 1994 häufig 1,80 × 2,15 m groß bzw. nahmen teilweise auch fast Wandgröße an (2,15 × 3,65 m). Die Werke werden entweder auf dem Boden oder an der Wand geschaffen, wobei Pinsel, Spachtel, Rakel, Bürste oder Besen genutzt werden. Seine Bilder entstehen „sozusagen aus dem Negativ heraus, durch wegkratzen, wegrakeln, abziehen mit dem Spachtel“. Ab um 2000 herum schuf Göschel Rakelzeichnungen als eine neue Form. Sie entstehen durch Einfärbung von fertig geritzten oder geätzten Zinkplatten, wobei die Farbschicht im Anschluss mit der Rakel – einem Vierkant aus Kunststoff oder Leder – bearbeitet wird. Die anschließend geschaffene Druckgrafik ist ein Unikat, wobei weitere Abzüge der Platte die Weiterbewegung der Farben und Formen deutlich werden lässt. Göschel stellte 2004 insgesamt 39 Rakelzeichnungen aus den Jahren 2002 und 2003 in der Galerie Hieronymus in Dresden aus.
Göschels Werke sind meist gegenstandslos, „die Fläche, die Farbe, Strukturen, Visionen, das ist wohl das Spannungsfeld, aus dem seine Werke entstehen.“ Zeichnerische Elemente seiner Werke sind beispielsweise „[r]apporthafte Riefelungen, Verschlingungen, Zacken- und Wellenbänder“, er baut auf die „Kraft der Malerei, das Wachsen der Schichten, das Durchpflügen der Pasten, das Streichen, Streicheln, Spachteln, Kratzen, Bürsten, das Verdecken und Öffnen durch die Spuren einfachen Werkzeugs. […] Ölfarbe auf Leinwand. Deckfarbe auf Papier. Radierung und Aquatinta in Kupfer, Gutes Bütten. Ton für Plastik.“ Das schichtweise Auftragen von Ölfarben führt zu einer neuen Erfahrbarkeit seiner Werke bei Lichteinfall. Häufig entsteht ein „Dialog zwischen den Schichten“. Göschel schiebt Farbmassen dabei häufig von der äußersten Bildkante in Richtung des Bildzentrums zusammen, sodass ein natürlicher Rahmen für das Kunstwerk entsteht. Immer wieder werden Bilder durch den Künstler auch zerstört, um neu aufgebaut zu werden: „Beobachtungen, Funde, gehen ein in heute mehr rhythmisierte Strukturen, die immer wieder überarbeitet werden, nicht im Sinne einer Verbesserung von Details, sondern einer Durcharbeitung des Ganzen, so dass sich die Malschichten absetzen wie durchscheinende Sedimente, aufbauen zu Reliefs, bis diesem quasi natürlichen Ablauf endlich Einhalt geboten wird“. Die Arbeit an schichtenstarken Ölbildern darf dabei in der Regel sieben Tage nicht überschreiten: „dann ist die Farbe getrocknet. Wenn man dann nochmal drübergeht, wird es schmerzhaft.“ Das finale Aushärten der Werke Göschels kann jedoch mehrere Monate dauern, sodass der Geruch von Ölfarbe teilweise auch in den Ausstellungen im Raum steht.
Göschels Werke sind für die freie Interpretation offen, wobei er sich selbst mit Wertungen zurückhält.

„Für mich ist wichtig, dass ein Bild ganz konsequent durchgestanden sein muss. Das darf nicht durch Brüche gestört werden. […] Ich nenne ein fast schwarzes Bild ‚Augenweide‘, aber ich verpflichte niemanden, das auch so zu sehen. Ich schätze vollkommene Dinge, ohne damit Perfektion zu meinen.“

Göschel bildete weder Politik noch Gesellschaft ab. Seine Kunst „ist allein aus individuellen Erfahrungen und Erlebnissen hervorgegangen, solchen der Wirklichkeit, der Natur und der Kunst. Sie verweigert jede Narration und ist doch in ihrer Geschichte und in ihrem Zusammenhang als eine große Lebenserzählung des Künstlers lesbar“, so die Kritik. Göschel verbindet dabei gegenstandslose Elemente mit rationalen Bildbezügen, die zur Interpretation einladen: „Perspektive, Horizont, Abgründe, Tiefe und Dichte, Vorder-, Mittel- und Hintergrund [geben] die Möglichkeit einer scheinbaren Identifizierung mit Himmel, Wasser, Dickicht, Gesteinsformationen, die sich dem rationalistischen Vergleich jedoch unversehens wieder entziehen.“ „Betrachtern steht es frei, Andeutungen von Landschaft, von Vegetation, manchmal auch von Figuren in die Schichtungen und Strähnen, die Knubbel, Grate und Kerben von Göschels Malerei hineinzusehen.“ Unterstützt oder verhindert werden Interpretationsansätze einerseits durch eine kleine Bandbreite an Farben, die sich in Göschels Werk finden. Es gibt dabei „eine schmale, vielfach gebrochene Skala zwischen Dunkelocker und verschwindenden Blaus, vibrierendem Weiß hin zu einer reichen Tonalität der Unfarbe Schwarz“. Als charakteristische Farben Göschels gelten genauer Zinkweiß, Ultramarinblau, Terra di Siena gebrannt, böhmisch grüne Erde und lichter Ocker. Andererseits gibt Göschel seinen Werken Titel, die oft frei assoziiert scheinen und denen man folgen kann oder nicht. Teilweise tragen die Titel Bezüge zur Mythologie und Philosophie. Die Kritik fasste zusammen, dass bei Göschels Werken „die Konfrontation perfekt [ist]. Der Betrachter ist auf sich zurückgeworfen, das Bild behauptet sich selbst“. Er verschiebe mit seinen Bildern „die Grenzen der Malerei und steht mit seinen Schöpfungen bei aller Unverwechselbarkeit fest in der großen Tradition der europäischen Malerei.“ Göschel sei „ein wichtiger Vertreter der Lyrischen Abstraktion“.

### Plastische Arbeiten

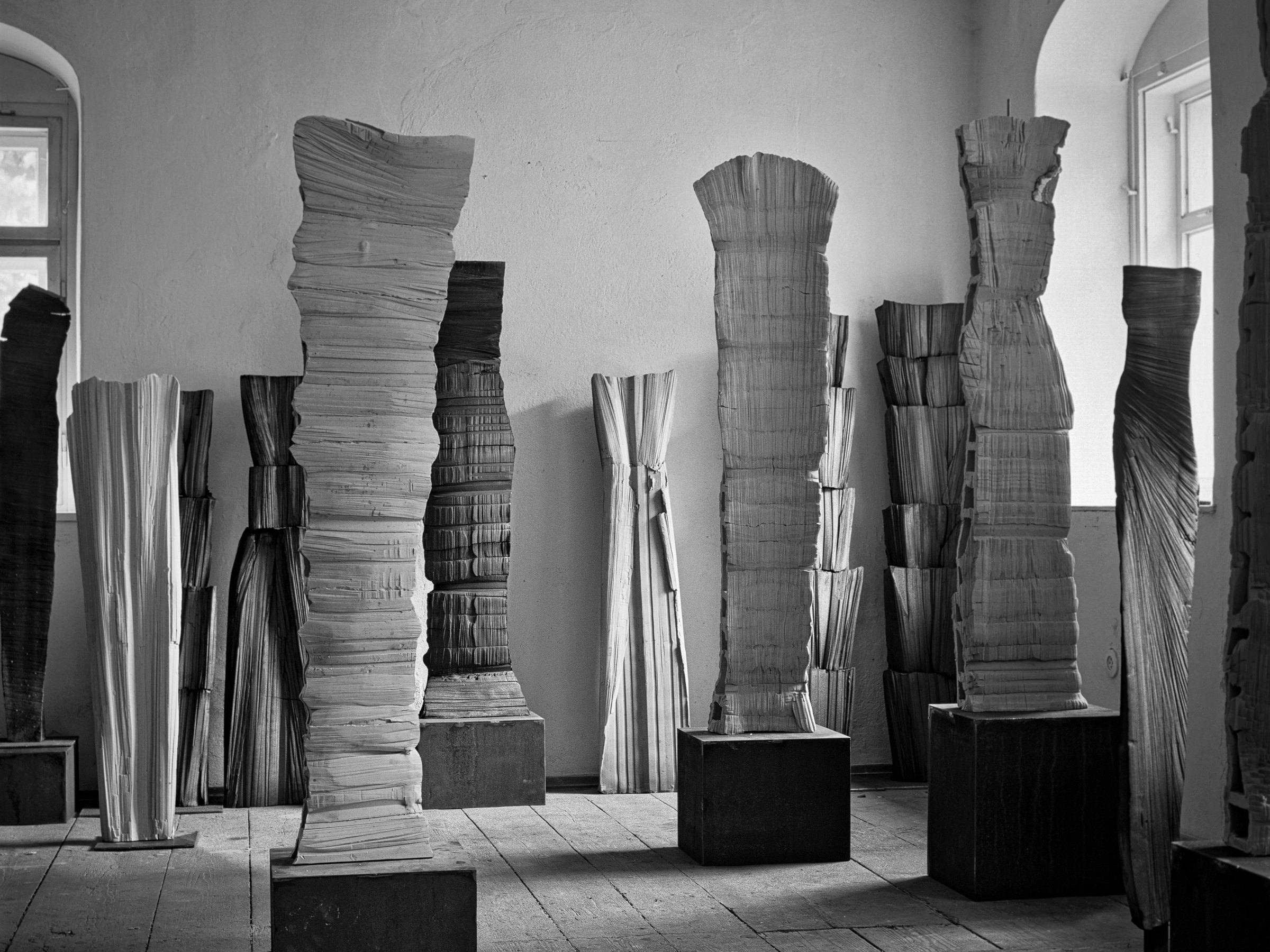
Terrakotten von Eberhard Göschel 1992 im Atelier

Ab 1979 wandte sich Göschel auch plastischen Arbeiten zu und arbeitete zunächst vorwiegend mit Terrakotta. Im Jahr 1980 schuf er plastische Arbeiten in der Ziegelei Muckwar und war mit Thea Richter in der Ziegelei Bröthen künstlerisch aktiv, wobei Werke im Ringofen gebrannt wurden. Frühe Terrakotten Göschels waren 1981 in einer Ausstellung im Leonhardi-Museum zu sehen. Im Jahr 1990/1991 nahm Göschel das plastische Arbeiten wieder auf und arbeitete in der Ziegelei Muckwar mit dem Keramiker André von Martens zusammen. Die Ziegelei Bröthen war zu der Zeit bereits geschlossen. Durch den Reduktionsbrand im offenen Feuer wurden die in Muckwar entstandenen Plastiken grau oder silbrig, wobei das endgültige Aussehen nie vorhergesagt werden konnte. Andere Werke behielten den Gelb- bzw. Goldton des Tons. Göschel verzichtet grundsätzlich auf eine Bemalung. Häufig entstanden Großplastiken. Neben Terrakotten kreierte Göschel auch sogenannte „Ziegelschamottstelen“, „schlanke Vertikalen minutiös facettierter, geschnittener, versetzter, doch stets in dominant durchtönender Akkordik gestalteter Reliefoberfläche“, „Male im Fernbezug zur menschlichen Figur“, jedoch aufgrund fehlender Körperlichkeit keine Statuen. In der Ziegelei Graupzig und im Steinzeugwerk Crinitz war Göschel 1996 mit Klaus Schulze Leiter des internationalen Symposiums zur Großformatigen Plastik mit sächsischen Lehmen und Tonen mit Teilnahme von zehn Künstlern aus Deutschland, Lettland und Österreich.
Im Jahr 1991 arbeitete Göschel mit Sonja Zimmermann erstmals mit dem Werkstoff Porzellan. Im Jahr 2006 folgten Arbeiten in der Porzellan-Manufaktur Meissen, so entstand die Porzellan-Preisskulptur des 2. Deutschen Kulturförderpreises, der 2007 in Berlin vergeben wurde.
Göschel schuf nur wenig baugebundene Kunst oder Kunst im öffentlichen Raum. Mit Thea Richter entstanden um 1990 Reliefwände für das Lehrerweiterbildungsinstitut in Dresden sowie 1991 sechs Terrakottareliefs für das Staatsministerium auf der Albertstraße. Göschel lieferte um 1990 einen Entwurf für die Gedenkstätte im Reichstagsgebäude in Berlin zum Andenken an die ermordeten und verfolgten Mitglieder des Reichstages der Weimarer Republik. Der Entwurf sah ein „Relief aus verzinktem Stacheldraht vor, der von einer Zinklegierung im offenen Herdgußverfahren eingebettet wird“. Der Stacheldraht wurde dabei in Spiralen gelegt, die Grundfläche der Platte betrug 5 × 6 Meter. Der Entwurf wurde nicht umgesetzt. Seit 2014 stehen zwei 1,70 Meter hohe Bronze-Skulpturen Göschels, Mabel und Cora, im Park am Schillerplatz in Chemnitz.

### Aktionskunst (Auswahl)
Göschel schuf vor allem vor 1989 Aktionskunst, wobei diese häufig in und um Fürstenau entstand. Oft arbeitete er mit anderen Künstlern zusammen und hielt Ergebnisse in Fotodokumentationen fest.
- 1978: Metamorphose eines Baumes in Fürstenau mit Peter Herrmann: Einspinnen eines Vogelbeerbaums, Fotodokumentation, wurde als Beitrag zur VIII. Dresdner Kunstausstellung eingereicht, aber abgelehnt[100]
- 1979: Köpfe freilegen, auf Hiddensee, Kopfskulpturen per Spaten in Kreidegestein geschnitten und dem Wasser ausgesetzt
- 1979: Fixierung eines Spiegelbilds / Spiegelbild in Fürstenau mit Bernhard Theilmann und Peter Herrmann: Nachbildung eines Hauses mit Draht und Schaumstoffstäben in einem Fürstenauer Dorfteich, Fotodokumentation
- 1980: Installation eines Heuzeltes, mit Michael Freudenberg in Fürstenau, Errichtung eines 8 Meter hohen Heuzelts, Fotodokumentation
- 1981/82: Schatten / Fixierung eines Schattens mit Paul Göschel in Fürstenau, Fotodokumentation
- 1983: Grünes Kreuz, Dresden, aus Anlass des Evangelischen Kirchentags in der DDR, überdimensionales Kreuz aus Salatköpfen in der Kreuzkirche, Fotodokumentation
- 1985: Grüner Wald, bei Fürstenau, mit Bernhard Theilmann, Michael Wüstefeld, Thea Richter und anderen: ca. 20 tote Bäume wurden im August 1985 auf einer Fläche von ca. 100 Quadratmetern türkisfarben angestrichen,[101] Fotodokumentation und Schmalfilm; es folgte eine Anzeige durch den Staatlichen Forstwirtschaftsbetrieb Tharandt und unter anderem eine Hausdurchsuchung in Fürstenau,[102] die Bäume wurden durch den Forstbetrieb gefällt und die Kosten den Künstlern in Rechnung gestellt[100]
- 1987: Gummiharfe, Bühneninstallation im Deutschen Hygiene-Museum
- 1987: Gummitwist und  Sonnenstrahlen im Casina del Sole, Lecco, mit Günter „Baby“ Sommer, Fotodokumentation
- 1989: Avisionata mit Günter „Baby“ Sommer, Generalprobe im Projekttheater Dresden, Performance in der Kunsthalle zu Kiel, Videodokumentation
- 1992: Alles Jute bei ArtsAcre in Kalkutta aufgeführt, mit Sonja Zimmermann und Michael Freudenberg, Fotodokumentation

### Eberhard Göschel in der Kunst
Christian Borchert fotografierte Eberhard Göschel 1980 im Rahmen seiner Reihe Künstlerporträts. Karin Wieckhorst fotografierte unter anderem Eberhard Göschel; das Foto war mit weiteren Werken 2018 Teil von Wieckhorsts Ausstellung Begegnungen im Museum der bildenden Künste Leipzig.
Werner Lieberknecht hielt in Aufnahmen Göschels Atelier auf der Bautzner Straße fest. Die Fotos wurden unter anderem 2015 in der Galerie Himmel in Dresden gezeigt. Im Jahr 2022 veröffentlichte Lothar Sprenger mit Göschels Farben eine auf acht Exemplare limitierte Kassette mit 32 Fotografien von Göschels Arbeiten und Arbeitsweise aus 30 Jahren.

## Werke im öffentlichen Besitz
Kunstwerke Göschels sind im Sammlerbesitz sowie im Besitz zahlreicher nationaler und internationaler Museen, so finden sich Werke im Museu d’Art Contemporani de Barcelona, in der Ungarischen Nationalgalerie, im Angermuseum Erfurt, in der Grafischen Sammlung im Nationalmuseum Warschau und in der Albertina Wien.
Das Museum of Modern Art erwarb vor 1981 die Grafikmappe grafiklyrik I (1978) mit Gedichten von Bernhard Theilmann und fünf Radierungen von Eberhard Göschel. Göschels Grafiken sind unter anderem im Besitz des Kupferstichkabinetts Dresden. Erste Ankäufe erfolgten dabei bereits 1974 durch Werner Schmidt, der ein Freund und früher Förderer Göschels war.
Im Jahr 1981 erwarb die Berliner Nationalgalerie zwei Bilder Göschels. Der erste Ankauf eines Gemäldes Göschels durch die Galerie Neue Meister in Dresden erfolgte im Jahr 1985. Die Kunstsammlungen Chemnitz besitzen unter anderem sein Werk Großer Abflug, erworben im Jahr der Entstehung 1987, Ohne Titel (1986, erworben 1988) sowie seit 1989 grafische Arbeiten (Einzel- und Mappenwerke). Die Sammlung der Dresdner Bank in Frankfurt am Main (seit 2009 Teil der Commerzbank) erwarb 1990 mehrere Gemälde Göschels. Das Werk Aufgelöste Kartei (1994) ist seit 2003 durch Schenkung im Besitz der Sächsischen Landesbibliothek – Staats- und Universitätsbibliothek Dresden und im Foyer des Bibliotheksgebäudes zu sehen.

## Ausstellungen (Auswahl)
- 1973: Berlin, Kleine Galerie Pankow (mit Peter Graf und Peter Herrmann)
- 1974: Halle, Atelier Fotis Zaprasis (mit Peter Herrmann)
- 1975 Malerei und Grafik, Zentralinstitut für Kernforschung Rossendorf bei Dresden
- 1975: Malerei, Grafik, Leonhardi-Museum Dresden
- 1976: Berlin, EP-Galerie Jürgen Schweinebraden
- 1978: Malerei, Grafik, Klubgalerie Magdeburg
- 1979: Dezennien, Leonhardi-Museum Dresden (Beteiligung, u. a. mit A. R. Penck, vorzeitig geschlossen)
- 1979: Eberhard Göschel 1978/79, Galerie Arkade Berlin (Katalog)
- 1980: Landschaft/Umwelt bei Manfred Butzmann, Eberhard Göschel, Otto Möhwald, Michael Morgner Galerie Mitte, Dresden (mit Manfred Butzmann, Otto Möhwald, Michael Morgner, Katalog)
- 1981: E. Göschel – Ölbilder und Terrakotten, Leonhardi-Museum Dresden (Katalog)
- 1981: 11 Meisterschüler: Graphik, Malerei, Plastik, Akademie der Künste der DDR, Berlin (Beteiligung, Katalog)
- 1982: Eberhard Göschel, Galerie Oben, Karl-Marx-Stadt
- 1988: Gemälde, Skulpturen, Neue Dresdner Galerie, Dresden (Katalog)
- 1989: Eberhard Göschel – Dresden, Druckhaus, Karl-Marx-Stadt
- 1990: Bilder aus den Jahren 1986–1990, Neuer Berliner Kunstverein, Berlin (Katalog)
- 1992: Artists from Dresden – Eberhard Göschel, Max Uhlig, Michael Freudenberg, Birla-Academy, Kalkutta (mit Max Uhlig und Michael Freudenberg)
- 1992–1993: Horizont, teilweise gespiegelte Malerei 1990–1992, Galerie Beethovenstraße Düsseldorf, Galerie Hans Ostertag, Frankfurt/Main, Galerie Barthel + Tetzner, Köln, Galerie Oben, Chemnitz, Galerie Gunar Barthel, Berlin (Katalog)
- 1994, 1995: Gemälde, Gouachen, Terrakotten, Gemäldegalerie Neue Meister Dresden; Ludwig Forum für Internationale Kunst, Aachen (Katalog)
- 1996: Gouachen, Galerie Stefan Röpke, Köln (Katalog)
- 1997: Druckgraphik aus Dresden, Wanderausstellung u. a. Salzburg, Galerie „Daut Pahsin Amam“ in Skopje, Ostrava, Wroclaw (Beteiligung)[112]
- 1998, 1999: Souveräne Wege, Jenaer Kunstverein (Altenbourg, Claus), Stadtmuseum Göhre (Göschel, Morgner, Uhlig) und Galerie der Jenoptik AG (Glöckner) (mit Gerhard Altenbourg, Hermann Glöckner, Carlfriedrich Claus, Max Uhlig, Michael Morgner; Katalog)
- 1999: Unter Druck, 20 Jahre Obergrabenpresse. Kupferstich-Kabinett Dresden (Katalog)
- 2002: Neue Radierungen, Obergrabenpresse, Dresden
- 2003: Eberhard Göschel. Gouachen, Bilder, Terrakotten, Galerie Barthel + Tetzner, Berlin
- 2004: Chemnitzer Konvolut, Kunstsammlungen Chemnitz (Katalog)
- 2007: 05-06-07 Bilder und Porzellane, Galerie Beethovenstraße, Düsseldorf
- 2008: Hermann Glöckner, Eberhard Göschel, Wilhelm Müller, Jürgen Schön, Galerie Döbele, Dresden (Beteiligung) (Katalog)
- 2009: Aus dem Fegefeuer, Galerie Oben, Chemnitz
- 2013: Neue Bilder, Leonhardi-Museum, Dresden (Katalog)
- 2015: Malerei, Graphik, Plastik, Schloss Kummerow (Katalog Neue Bilder)
- 2018: Neue Bilder, Galerie Hieronymus, Dresden
- 2021: Royal grey: Christiane Baumgartner, Eberhard Göschel, Jennifer König, Galerie Ursula Walter, Dresden (mit Christiane Baumgartner und Jennifer König, Katalog)
- 2023: Eberhard Göschel zum 80. Geburtstag in memorian und Fotografien für Eberhard Göschel von Lothar Sprenger, Galerie Hieronymus, Dresden
- 2023: „Krater und Übergänge“ – Eberhard Göschel und Michael Morgner, Galerie Agricolastraße, Chemnitz
- 2025: Eberhard Göschel. Aus dem Œuvre / Lothar Sprenger. Göschels Farben. Fotografien. Galerie Weise, Chemnitz[113]

## Publikationen
- 1978: grafiklyrik 1 – 5 Aquatinta-Radierungen von Eberhard Göschel, Gedichte von Bernhard Theilmann, 50 Exemplare – Obergrabenpresse
- 1987: Besteigung des Ätna – 10 Aquatinta-Radierungen von Eberhard Göschel, 30 Exemplare – eikon-presse
- 1988: Gegenlicht – 12 Radierungen von Eberhard Göschel, 50 Exemplare – eikon-presse
- 1989: Rost und Rouge – 10 Aquatinta-Radierungen von Eberhard Göschel, 10 Gedichte von Bernhard Theilmann, 30 Exemplare – Obergrabenpresse
- 1993: Partitur – Aquatinta-Radierungen von Eberhard Göschel – Obergrabenpresse
- 1994: Shuttle – Mappe Shuttle 1: 7 Radierungen von Lutz Fleischer, Eberhard Göschel (Aquatinta-Radierung Gekämmte Strukturen), Peter Herrmann, Reinhard Sandner, Max Uhlig, Claus Weidensdorfer, Sonja Zimmermann und 7 Gedichte von Lothar Barth, Andreas Hegewald, Uwe Hübner, Lothar Koch, Gregor Kunz, Bernhard Theilmann, Michael Wüstefeld; Mappe Shuttle 2: 7 Radierungen Dip Banerjee, Shipra Bhattacharya, Kinkar Ghosh, Shakti Karmakar, Somenath Maity, Munindra Rajbongshi, Shuvaprasanna und 7 Gedichte von Sakti Chattopadhyay, Alokeranjan Dasgupta, Sunil Gangopadhyay, Sankha Ghosh, Joy Goswami, Dibyendu Palit, Mallika Sengupta – Obergrabenpresse
- 1998: Einzelblatt-Edition 20 Jahre Obergrabenpresse – Grafiken von Lutz Fleischer, Eberhard Göschel (Radierung Breite helle Form auf dunklem Grund), Peter Herrmann, Petra Kasten, Michael Morgner, A. R. Penck, Reinhard Sandner, Strawalde, Claus Weidensdorfer, Sonja Zimmermann, 10 Exemplare – Obergrabenpresse
- 2000: Piratensegel – 10 Aquatinta-Radierungen, Gedichte von Bernhard Theilmann, 55 Exemplare – Burgart-Presse